# Майкъл Клейтън
Майкъл Клейтън (на английски: Michael Clayton) е американски филм от 2007 г. драма, по сценарий и режисура на Тони Гилрой, с участието на Джордж Клуни, Том Уилкинсън, Тилда Суинтън и Сидни Полак. Филмът проследява опитите на адвокат Майкъл Клейтън (в ролята Джордж Клуни) да се справи с психичната криза на свой колега, както и с корупцията и интригите съпътстващи един от основните клиенти на неговата адвокатската кантора, съден в дело групов иск срещу въздействието на токсични агрохимикали. Филмът получава положителни отзиви и е номиниран за седем награди на Академията, от които печели наградата на Академията за най-добра поддържаща актриса за ролята си на Суинтън.